# Langouyrou
Le Langouyrou (Langoirón en occitan) est une rivière française qui coule dans le département de la Lozère dans la région Occitanie. C'est un affluent de l'Allier en rive gauche, donc un sous-affluent de la Loire.

## Géographie
D'une longueur de 18,8 km, le Langouyrou prend naissance sur le territoire de la localité de Cheylard-l'Évêque, à 1 500 mètres d'altitude, dans le département de la Lozère, à une quinzaine de kilomètres au sud de Langogne, sur les pentes nord du Moure de la Gardille (1 503 mètres). Il s'appelle aussi en partie haute, le ruisseau des Rébaudes et le Valat des Amarinios.
Il adopte d'emblée la direction du nord, orientation qu'il maintient jusqu'à la fin de son parcours.
Il se jette dans l'Allier (rive gauche) à Langogne, à 907 mètres d'altitude,un peu en amont du lac de retenue du barrage de Naussac, à 907 mètres d'altitude.

### Communes et cantons traversées
Le Langouyrou traverse les quatre communes de Cheylard-l'Évêque, Luc, Saint-Flour-de-Mercoire et Langogne, toutes situées dans le département de la Lozère et dans le même canton de Langogne, dans l'arrondissement de Mende, dans l'intercommunalité communauté de communes du Haut Allier.

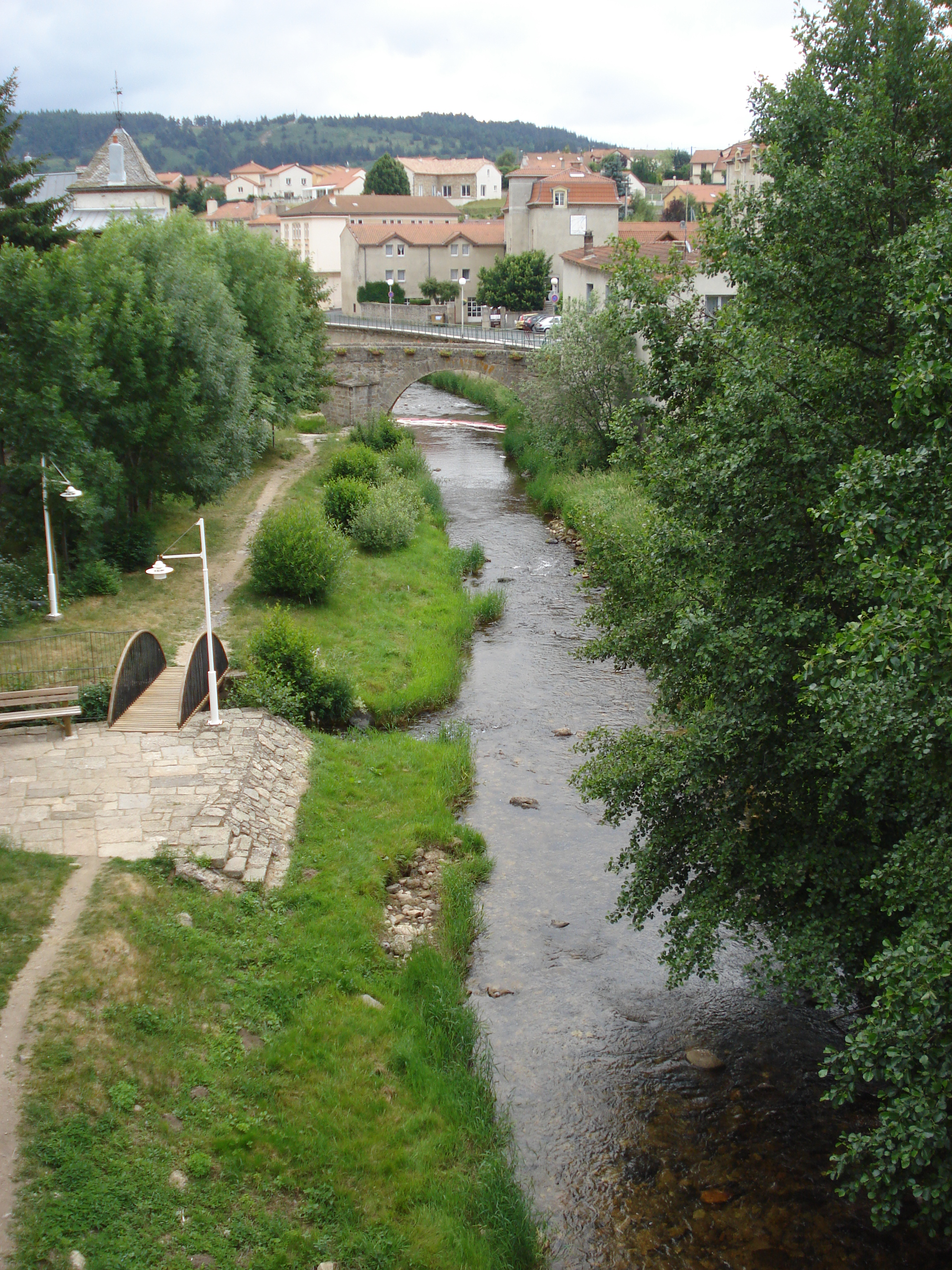
Le Langouyrou à Langogne

### Bassin versant
Le Langouyrou traverse trois zones hydrographiques « Le Langouyrou & ses affluents », « L'Allier de l'espezonnette (nc) au Langouyrou (nc) », « L'Allier du Langouyrou (nc) au Donozau (c) ». Son bassin versant est de 66 km2.

## Affluents
Le Langouyrou a sept affluents référencés :
- Le Cartalaye (rd[note 2]) 5,1 km sur les deux communes de Cheylard-l'Évêque et Luc avec un affluent et de rang de Strahler deux[6],[note 1].
- Le Chabadoures (rg) 1,1 km sur les deux communes de Cheylard-l'Évêque et Luc.
- Le Valat de l'Aseneire (rd) 0,5 km sur les deux communes de Cheylard-l'Évêque et Luc.
- Le Cheylard ou ruisseau de Mercoire, ou ruisseau de Barbet (rg) 10,1 km sur cinq communes avec sept affluents et rang de Strahler quatre[7].
- Le ruisseau de Choisinès (rd) 1 km sur les trois commune de Cheylard-l'Évêque, Luc et Saint-Flour-de-Mercoire.
- Le ruisseau des Chèvres (rg) 1,7 km sur les deux communes de Langogne et Saint-Flour-de-Mercoire.
- Le ? (rd) 1 km sur les deux communes de Langogne et Saint-Flour-de-Mercoire.

### Rang de Strahler
Donc le rang de Strahler du Langouyrou est de cinq par le Cheylard et le Puech Aranc.

## Hydrologie
Son régime hydrologique est dit pluvial.

### Le Langouyrou à Langogne
Le débit du Langouyrou a été observé depuis 1er janvier 1954 , à Langogne, à 900 m d'altitude, localité du département de la Lozère, située tout près du confluent avec l'Allier. Le bassin versant de la rivière est de 66 km2.
Le module de la rivière à Langogne est de 1,47 m3/s.
Le Langouyrou présente des fluctuations saisonnières de débit importantes, avec des hautes eaux d'hiver et de printemps portant le débit mensuel moyen à un niveau situé entre 1,8 et 2,45 m3/s, de novembre à mai inclus (maximum en mars et surtout avril), et des basses eaux d'été de juillet à septembre inclus, avec une baisse du débit moyen mensuel jusque 0,325 m3/s au mois d'août (325 litres par seconde), ce qui est acceptable sans être sévère.

### Étiage ou basses eaux
Cependant, le VCN3 peut chuter jusque 0,120 m3/s, en cas de période quinquennale sèche, soit 120 litres par seconde, ce qui devient sévère.

### Crues
D'autre part les crues peuvent être très importantes. Les QIX 2 et QIX 5 valent respectivement 23 et 39 m3/s. Le QIX 10 vaut 50 m3/s, le QIX 20 se monte à 60 m3/s, et le QIX 50 vaut 74 m3/s. Le QIX 100 n'a pas pu être calculé, vu la période d’observation de 64 ans.
La hauteur maximale instantanée s'est établie à 296 cm ou 2,96 m le 5 novembre 1994. Le débit instantané maximal enregistré a été de 112 m3/s le 13 novembre 1996, tandis que la valeur journalière maximale était de 70 m3/s le 2 novembre 1968. En comparant le premier de ces chiffres aux valeurs des différents QIX de la rivière, il apparaît que cette crue était bien plus que d'ordre cinquantennal et donc très exceptionnelle.

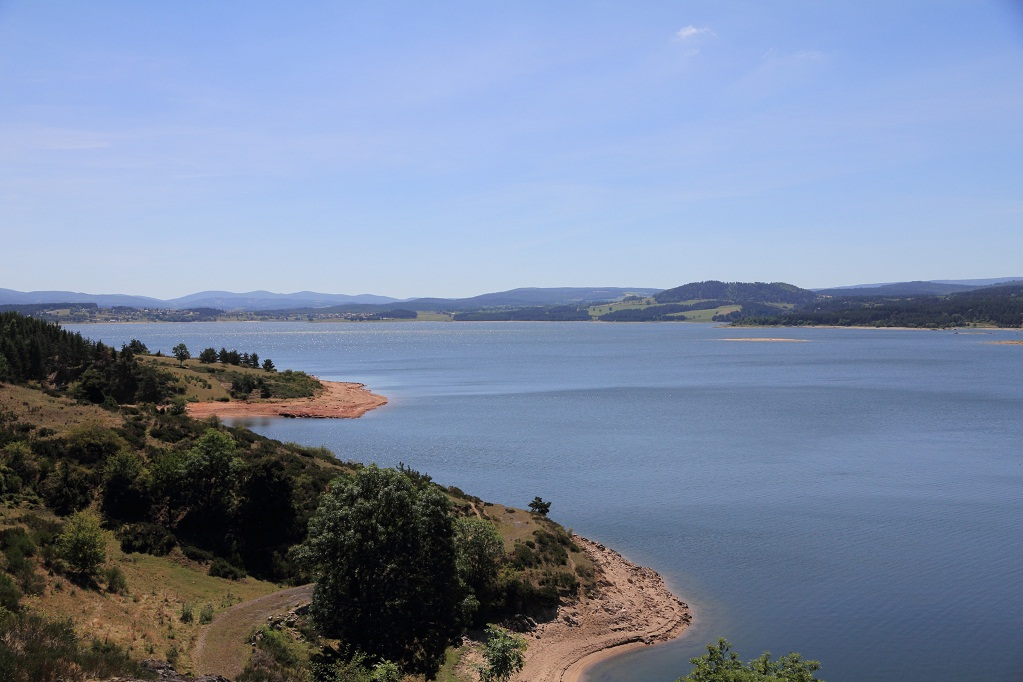
lac de Naussac

### Lame d'eau et débit spécifique
La lame d'eau écoulée dans le bassin du Langouyrou est de 706 millimètres annuellement, ce qui est très nettement supérieur au double de la moyenne d'ensemble de la France, mais également très supérieur à l'ensemble du bassin versant de la Loire (244 millimètres par an). Le débit spécifique (ou Qsp) se monte dès lors à 22,3 litres par seconde et par kilomètre carré de bassin.